# Hrvaški katoliški radio
Hrvaški katoliški radio (hrvaško Hrvatski katolički radio, s kratico HKR) je hrvaška neprofitna radijska postaja z državno koncesijo, del Hrvaške katoliške mreže. Ustanovitelj in lastnik radija je Hrvaška škofovska konferenca. Program se je začel predvajati 17. maja 1997.
HKR je skupaj s Hrvaško škofovsko konferenco organizator Uskrs festa, festivala popularne krščanske duhovne glasbe.
22. julija 2021 je bilo prvič iz prostorov Hrvaškega katoliškega radia realiziran posnetek oddaje Radia Vatikan v hrvaškem jeziku, ki je na sporedu vsak dan ob 18.50 na Radiu Vatikan.
Radio financira sistem prostovoljnih podpornikov, imenovan Prijatelji HKR.

## Oddajanje
Sprejem Hrvaškega katoliškega radija je na ultrakratkih valovih (FM) mogoč z oddajnikov: 
- Sljeme : (103,5 MHz), (pokriva širšo okolico Zagreba in del vzhodne Slovenije);
- Učka : (106,7 MHz), (pokriva Istro, Kvarner in del zahodne Slovenije);
- Lika : Otočac (94,2 MHz), Lička Plješevica (104,1 MHz), Brinje (94,4 MHz), Jezerane (99,5 MHz),
- Dalmacija : Promina (100,0 MHz),  Zadar (95,5 MHz), Šibenik (104,5 MHz), Split (97,9 MHz), Vrlika (97,8 MHz), Biokovo (107,9 MHz), Korčula (94,8 MHz), Pelješac (107,9 MHz), Dubrovnik (91,3 MHz);
- Slavonija :  Psunj (103,9 MHz), Virovitica (103,2 MHz), Slatina (107,9 MHz), Slavonski Brod (98,5 MHz), Osijek (98,6 MHz), Vinkovci (104,9 MHz), Vukovar (102,4 MHz).

Na satelitu Eutelsat 16A na frekvenci 11637 MHz.
Na uradni spletni strani.